# 청파초등학교 외연도분교 호도학습장
청파초등학교 외연도분교 호도학습장은 대한민국 충청남도 보령시에 있는 공립 초등학교이다.

## 학교 연혁
- 1961년 9월 1일: 개교
- 2023년 2월 28일: 청파초등학교 외연도분교 호도학습장으로 개편

## 참고 자료
- 청파초등학교호도분교장 - 한국교육학술정보원 학교알리미